# Kirk Merrington
Kirk Merrington är en by i kommunen Durham i grevskapet Durham i England. Byn är belägen 11,5 km 
från Durham. Orten har 809 invånare (2015).